# Sandstreueinrichtung

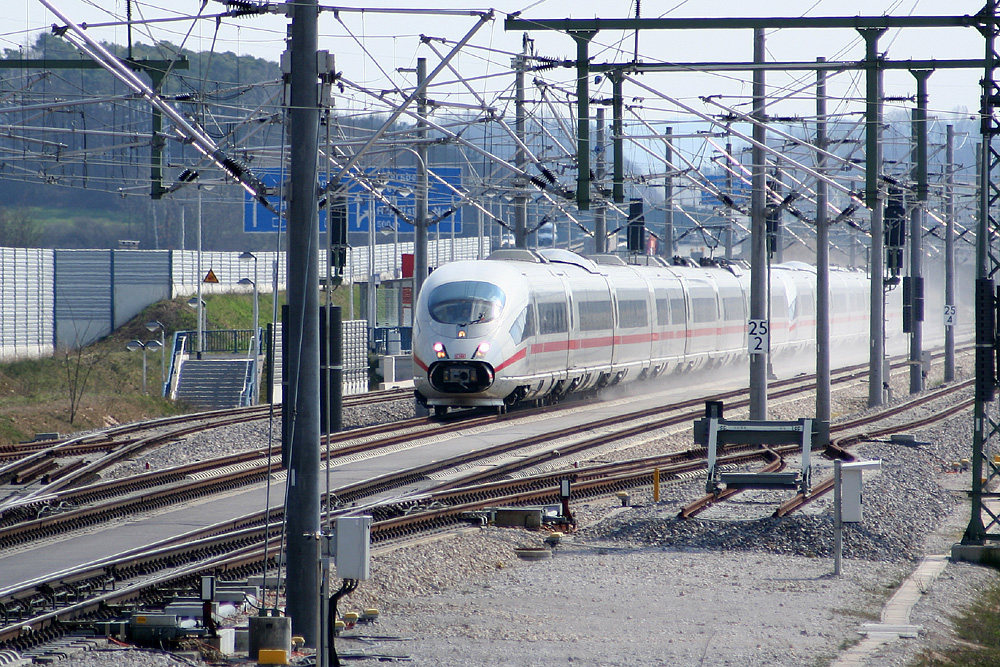
Ein ICE 3 sandet bei 300 km/h

Eine Sandstreueinrichtung, Sandstreuvorrichtung oder Sandstreu-Apparate (auch Sandstreuer) ist eine in Schienenfahrzeugen verwendete Hilfseinrichtung, die Sand unter die Räder fördert bzw. vor die Räder auf die Schienen streut, um den Kraftschluss zwischen Rad und Schiene zu erhöhen. Dies ist vor allem bei (etwa aufgrund von Nässe) reduziertem Kraftschlussbeiwert und starken Zug- oder Bremskräften sinnvoll, um die Traktions- bzw. Bremswirkung zu verbessern und ein Durchrutschen der Räder (Schleudern bzw. Gleiten) zu verhindern.

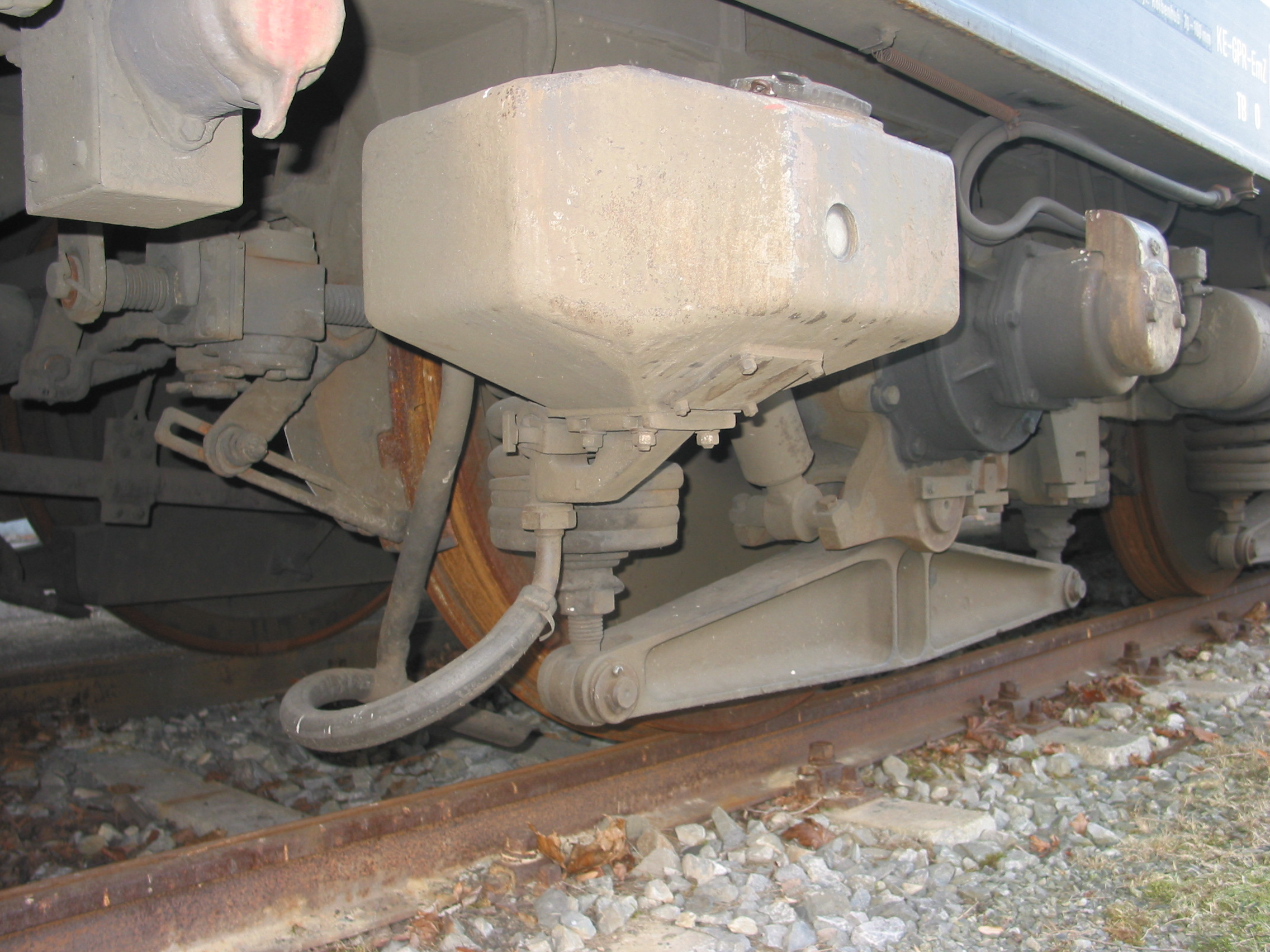
Sandungsvorrichtung an einer Lok der DB-Baureihe 103

Steht bei niedrigen Kraftschlusswerten keine funktionierende Sandstreueinrichtung und keine kraftschlussunabhängige Bremse, wie z. B. eine Magnetschienenbremse, zur Verfügung, kann es zu deutlich verlängerten Anhaltewegen kommen.

## Geschichtliches
Die Erfindung der Sandstreueinrichtung ist einem unbekannten Beschäftigten der Camden and Amboy Railroad (C&A) zu verdanken: 1836 wurde New Jersey durch eine Plage von Grashüpfern heimgesucht. Der Besatz war so dicht, dass die Sicherheit des Zugbetriebes nicht mehr gewährleistet war. Die C&A stellte eigens Personen ein, die die Gleise freifegen sollten, was nur wenig bis gar nichts half. Gleichfalls wurde mit Bürsten und Kratzern experimentiert, die den Lokomotiven vorgespannt wurden, die allerdings die Geschwindigkeiten so stark verzögerten, dass dies sich ebenfalls als nutzlos erwies. Ein Beschäftigter experimentierte erfolgreich mit feinem Sand, der direkt vor der Lokomotive auf die Schienen rieselte. Es erwies sich ebenfalls für feuchte und schlüpfrige Schienen im Allgemeinen als nützlich und ist seitdem im Gebrauch.
Mindestens seit 1847 werden in Deutschland Sandstreueinrichtungen auf Schienenfahrzeugen eingesetzt. Die ersten Sandstreuer arbeiteten mit Schwerkraft, Rührwerksbehältern oder Förderschnecken. Die in den ersten Jahren eingesetzten Sandstreuer wiesen jedoch teilweise Mängel auf, die auch auf die Qualität des Sandes zurückgeführt werden konnten. So erkannte man, dass mit Lehm verunreinigter Sand schlechte Fließeigenschaften hatte und deshalb nicht aus den Sandstreueinrichtungen herausfloss.
Bis nach dem Zweiten Weltkrieg wurden bei der Deutschen Bundesbahn Dampflokomotiven mit handbetätigten Sandstreuern eingesetzt. Auch die Kleinlokomotiven der Leistungsgruppe II besaßen eine manuell betätigte Sandstreueinrichtung. Da mit manuell betätigten Sandstreueinrichtungen keine sparsame Sanddosierung möglich war, kamen diese immer mehr außer Gebrauch. Bei der Deutschen Reichsbahn hingegen wurden für die Einheitsdampflokomotiven überwiegend zweidüsige Sandstreuer der Bauarten Knorr und Borsig eingesetzt. Krauss-Maffei entwickelte nach dem Zweiten Weltkrieg diese Form weiter und vereinfachte sie dabei.
2017 startete das britische Forschungsprojekt „T1107“ des Rail Safety & Standards Board zur Anordnung von Sandstreueinrichtungen und Besandungsraten. Es wurden 225 Versuchsfahrten durchgeführt. Im Ergebnis zeigte sich, dass mit Dual Variable Rate-Sandstreueinrichtungen (also zwei, statt ehemals eine Sandstreueinrichtung pro Triebzug) kürzere Bremswege unabhängig vom Kraftschluss erreicht werden konnten.

## Aufbau
Eine Sandstreueinrichtung besteht aus mehreren Einzelteilen, die im Folgenden beschrieben werden.

### Vorratsbehälter

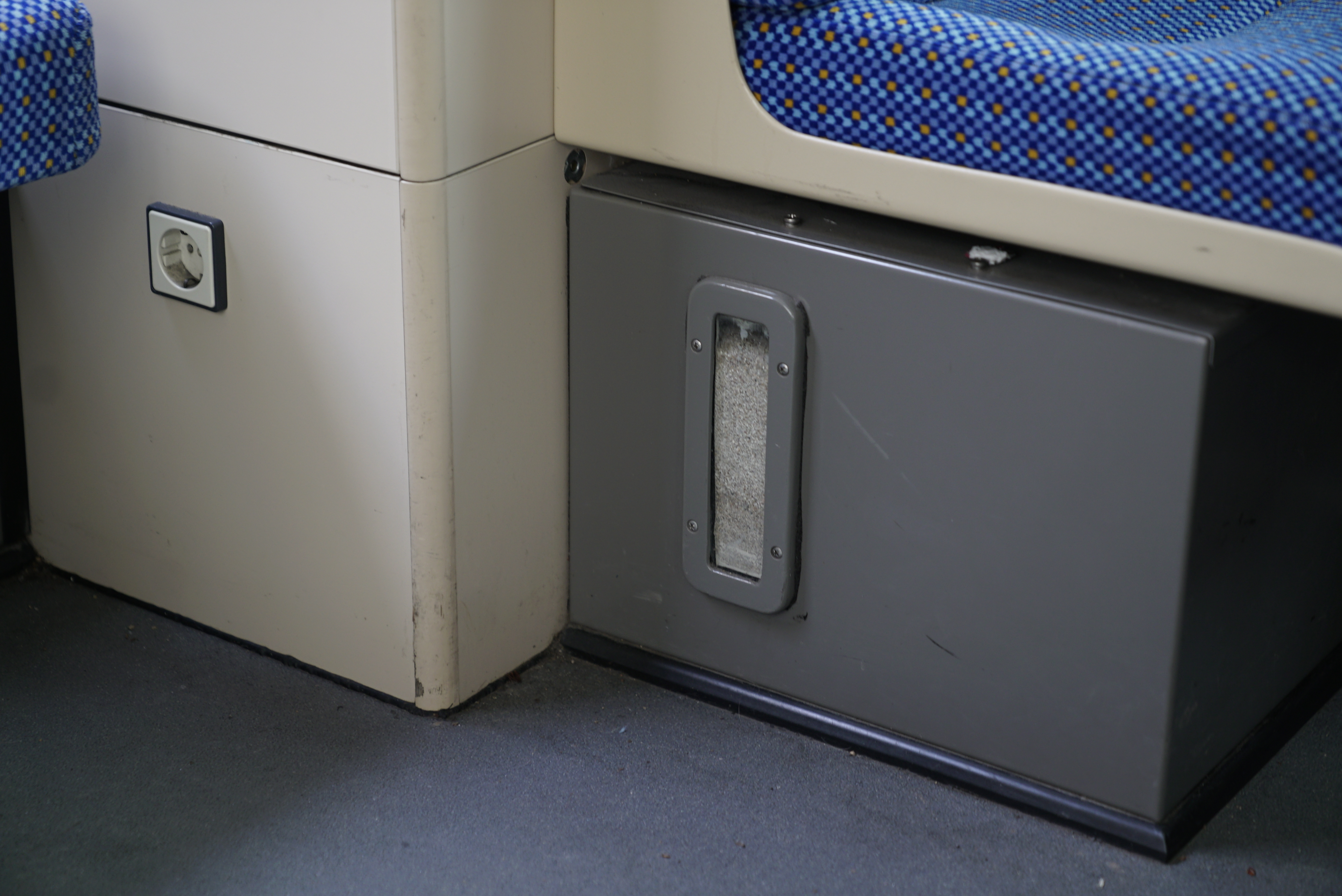
Sandstreukasten einer Stuttgarter Stadtbahn

Der Vorratsbehälter, auch Sandstreukasten oder kurz Sandkasten genannt, dient zur Aufnahme des Sandes. Bei Dampflokomotiven befand sich der Vorratsbehälter meist auf dem Scheitel des Langkessels in einem separaten Sanddom, in dem der Sand durch die Kesseltemperatur warm und trocken gehalten wurde. Bei modernen Schienenfahrzeugen sind die Vorratsbehälter, die mit einer elektrischen Heizspirale zur Trocknung des Sandes im Sandvorratsbehälter ausgerüstet sein können, in der Regel im Untergestell des Wagenkastens angeordnet. Auf eine Unterbringung im Drehgestell wird in der Regel verzichtet, um einerseits die ungefederte bzw. teilgefederte Masse des Drehgestells nicht zu erhöhen und andererseits zu verhindern, dass der Sand durch die Erschütterungen des Schienenfahrzeugs festgerüttelt wird.

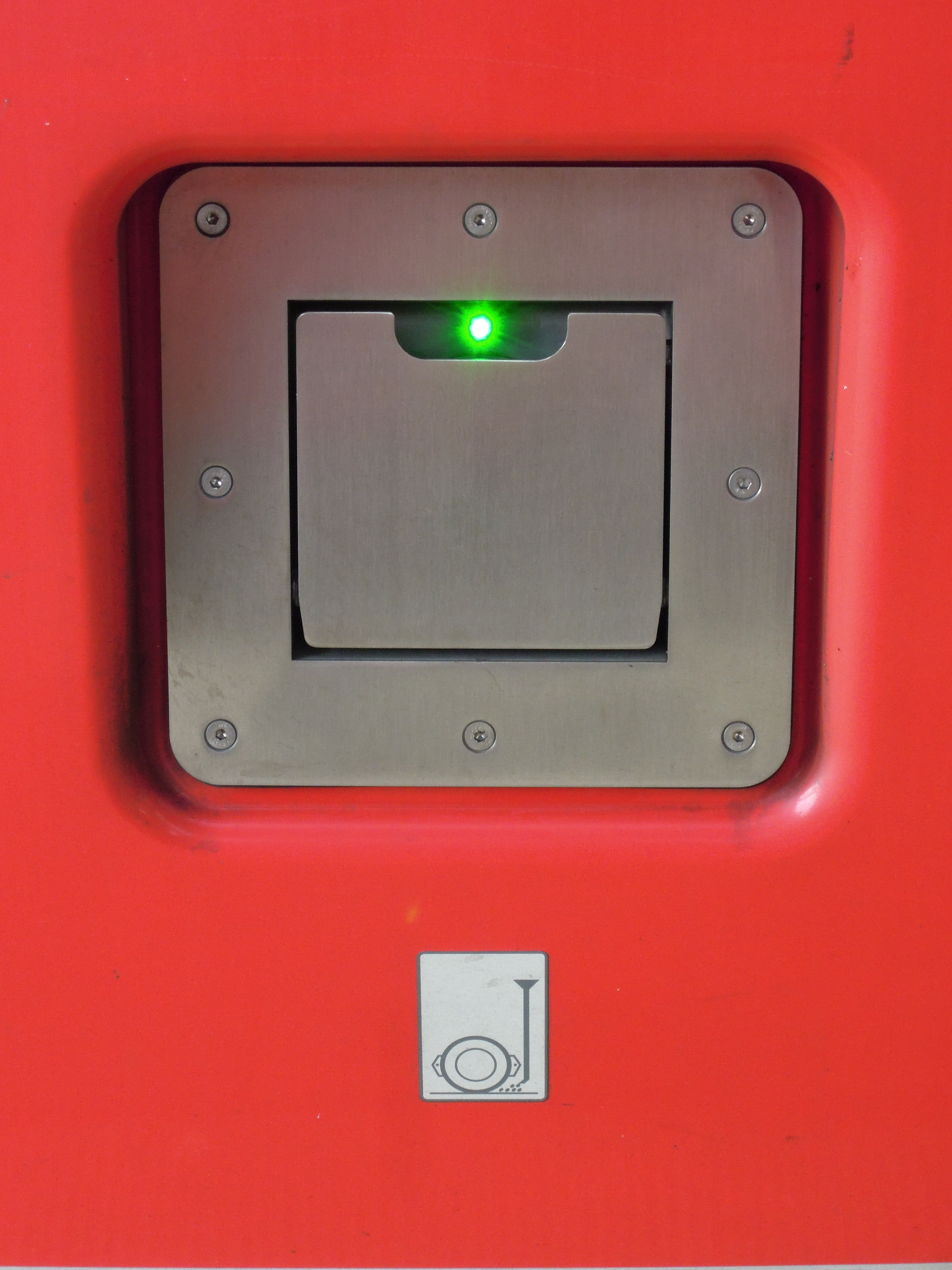
Sandeinfüllstutzen am Wagenkasten eines Triebzugs der DB-Baureihe 442

Da verunreinigter Sand durch Feuchtigkeit seine Rieselfähigkeit verliert, wird der Sandkasten durch einen Deckel verschlossen. Zusätzlich ist der Sandvorrat so bemessen, dass er in der Regel nur von Nachschau zu Nachschau ergänzt werden muss. Ausnahmen sind Fahrten bei schlechtem Kraftschlussbeiwert über Rampen oder (bestimmter) Rangierdienst.

### Sandstreuer

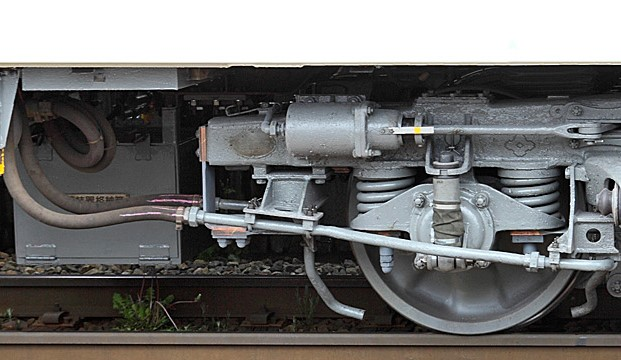
Sandfallrohre mit angeschlossenen Druckluftleitungen eines japanischen Drehgestells und dem Vorratsbehälter (links)

Der Sandstreuer fördert den Sand aus dem Vorratsbehälter in die Sandfallrohre. Eine einfache Form sind die in den Sandkasten angebrachten, durch Schieber oder Ventile verschließbaren Ausflussöffnungen, die vom Triebfahrzeugführer durch Zugstangen oder Kurbeln (Sandkastenzug) betätigt werden können. Bei Dampflokomotiven wurden teilweise sogenannte Dampfstreuvorrichtungen verwendet, die Dampfejektoren zur Förderung des Sandes einsetzten. Diese hatten jedoch den Nachteil, dass durch die Kondensation des Dampfes einerseits der feuchte Sand nicht mehr rieselfähig war und andererseits im Winter die Sandfallrohre einfroren.
Bei Schienenfahrzeugen mit Druckluftbremse und Luftpresser steht alternativ Druckluft für die Förderung des Sandes zur Verfügung. Das Sanden erfolgt dann in der Regel auf Tastendruck im Führerstand. Man unterscheidet bezüglich der Sandförderung zwischen den folgenden Systemen:
- Die Beförderung des Sandes erfolgt durch reine Ejektorwirkung.
- Das Aufwirbeln und das Ausblasen des Sandes geschieht mit zwei verschiedene Düsen.
- Der Sand wird mit einer einzigen Düse aufgewirbelt und ausgeblasen.

## Anforderungen und Anwendung

Werbung für Lokomotivstreusand der Amberger Kaolinwerke, 1928

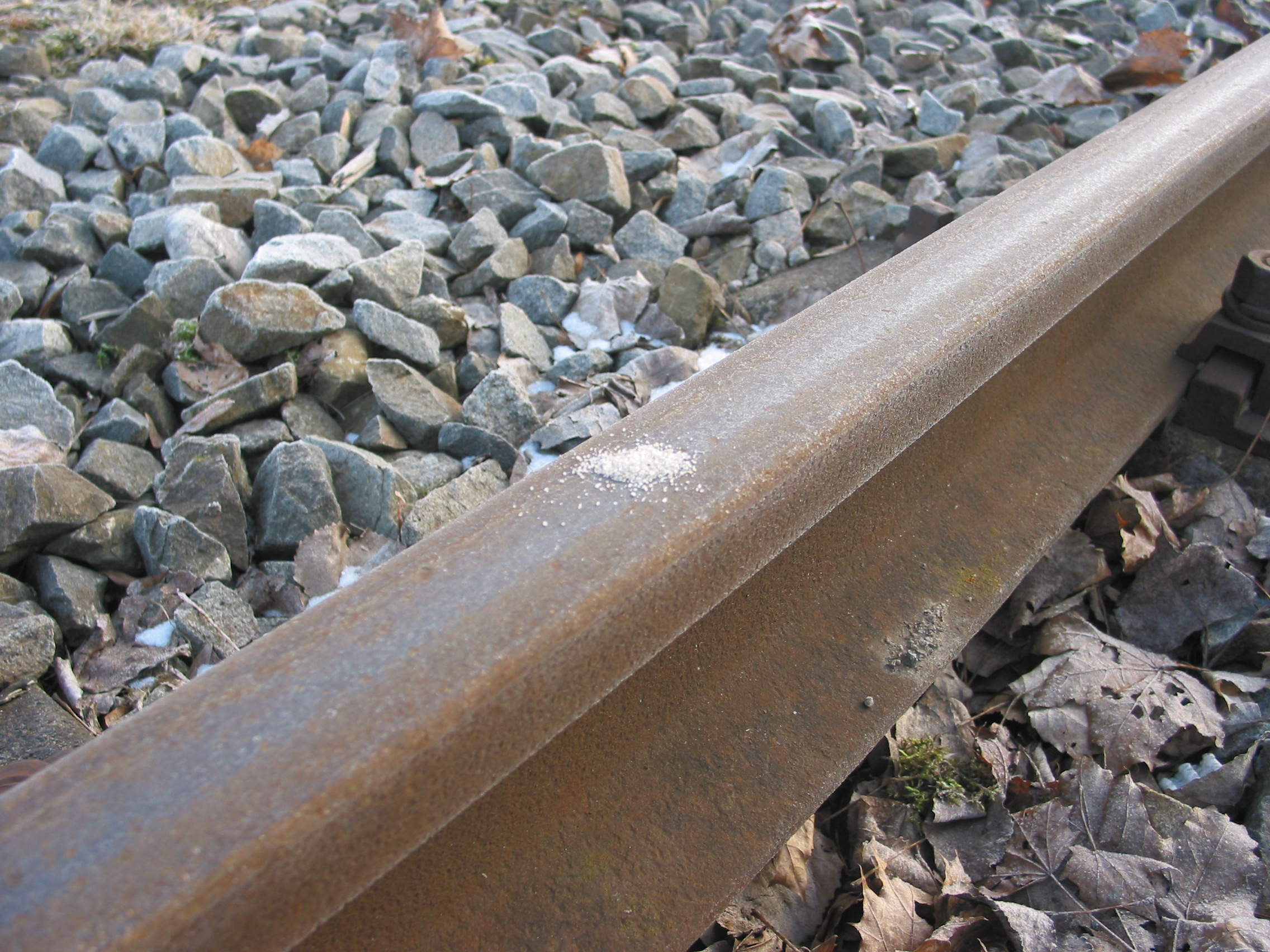
Bremssand auf einer Schiene

Als Streusand (auch Bremssand genannt) kommt scharfkantiger Sand mit hoher Festigkeit durch einen hohen Quarzanteil zum Einsatz. Der Sand sollte eine Körnung von 0,8–1,6 mm gemäß TL 918 2243-5 bzw. 0,71–1,6 mm gemäß BN 918 224 (s. Grobsand) haben und lehmfrei sein. Die Sandstreueinrichtung ist in der Regel beim Abschlussdienst auf Funktion zu prüfen sowie gegebenenfalls ein Auffüllen des Sandvorrats zu veranlassen.
Wird das Ansprechen der Gleitschutzeinrichtungen erkannt oder eine Schnell-, Zwangs- oder Notbremsung eingeleitet, ist gemäß Regelwerk die Sandstreueinrichtung zu betätigen. Je nach Fahrzeugtyp wird das Sanden dann automatisch eingeleitet. In Weichen, auf Brücken, Drehscheiben, Schiebebühnen, Gleiswaagen und im Bereich von Tankstellen darf jedoch außer bei Gefahr im Verzug nicht gesandet werden, da durch Sanden die Funktion beweglicher und empfindlicher Bauteile beeinträchtigt werden könnte, Ablauföffnungen verstopfen oder Rillenschienen zusetzen.

## Gefahren

### Gefahr durch mögliche Gleisisolierung
Bei niedriger Geschwindigkeit gestreuter Bremssand kann bei einzeln fahrenden Triebfahrzeugen eine isolierende Wirkung zwischen Rad und Schiene verursachen. Durch so entstandene fehlerhafte Gleisfreimeldungen an elektrischen Gleisstromkreisen kam es wiederholt zu teils tödlichen Unfällen. Das Eisenbahn-Bundesamt wies die Eisenbahnverkehrsunternehmen Ende der 2000er Jahre an, bei scheibengebremsten Triebfahrzeugen das Sanden bei Geschwindigkeiten von 25 km/h (oder weniger) zu vermeiden.
Am 1. August 2013 kam es im Mainzer Hauptbahnhof zu einem Beinahe-Zusammenstoß zweier S-Bahn-Züge, da eine Gleisisolierung durch Bremssand stattgefunden hatte. Mit Mitteilung vom 8. August 2013 verschärfte das EBA mit sofortiger Wirkung die Regelung zum Bedienen der Sandstreueinrichtung. Galt sie bis dahin für Zug- und Rangierfahrten, bei denen der gebildete Fahrzeugverband insgesamt weniger als neun Radsätze hatte oder bei denen zwischen aktiven Sandstreueinrichtungen weniger als neun Radsätze vorhanden waren, war sie nun unabhängig von der Länge bzw. von der Anzahl der Radsätze.

### Gefahr durch mögliches Aufsteigen
Wird an den gleichen Stellen wiederholt gesandet und das Gleis nicht davon befreit, kann es mit unter zu einem Aufsteigen der Schienenfahrzeuge kommen (ähnlich wie in Sandgleisen). Besonders anfällig sind Gleisabschnitte, an denen der Sand nicht seitlich abrutschen kann z. B. Bahnübergänge. Der Sand beeinflusst auch die Reibung zwischen Schiene und Spurkranz negativ, was den Nutzen der Spurkranzschmierung schmälert und die Gefahr des Aufsteigens erhöht.

## Sandstreueinrichtung bei Straßenfahrzeugen
Auch bei Straßenfahrzeugen kommen gelegentlich Sandstreueinrichtungen zum Einsatz. Im Gegensatz zur Eisenbahn dienen sie dort hauptsächlich als Anfahrhilfe bei schwierigen Straßenverhältnissen. Verbreitet sind Sandstreueinrichtungen auch bei Oberleitungsbussen, die technisch mit der Straßenbahn verwandt sind. Aufgrund von Sicherheitsüberlegungen bezüglich der elektrischen Isolation dürfen diese keine (metallischen) Schneeketten aufziehen, da ansonsten ein Rückstrom über leitende Elemente in der Straße statt über die Fahrleitung auftreten könnte. Es sind aber auch Omnibusse und LKW bekannt, die mit Sandstreueinrichtungen ausgerüstet wurden. Dabei wird üblicherweise der Sand direkt vor die Antriebsachse gestreut.
Die Sandstreueinrichtung hat den Vorteil, dass sie im Gegensatz zu Schneeketten direkt einsatzbereit ist, auch auf Straßen ohne Schnee ohne Schäden eingesetzt werden kann und auch für die nachfolgenden Achsen, zum Beispiel für Anhänger die Reibung zwischen Rad und Fahrbahn erhöht. Die Nachteile liegen im hohen Gewicht des Systems durch den Sandvorratsbehälter, der eingeschränkten Einsatzentfernung und der Beschränkung der Wirkung auf die Vorwärtsfahrt. Weiter kommt es durch das Streuen des Sandes zu einer Umweltbelastung und einer Verschmutzung der Fahrbahn, wodurch Sandstreueinrichtungen nicht in allen Ländern für Straßenfahrzeuge zugelassen sind.
Die seit einigen Jahren üblichen Systeme zur Antriebsschlupfregelung sowie der vermehrte Einsatz von Schleuderketten haben inzwischen dazu geführt, dass Sandstreueinrichtungen auch bei schweren Nutzfahrzeugen kaum mehr verbaut werden.